# Postapalota (Miskolc)

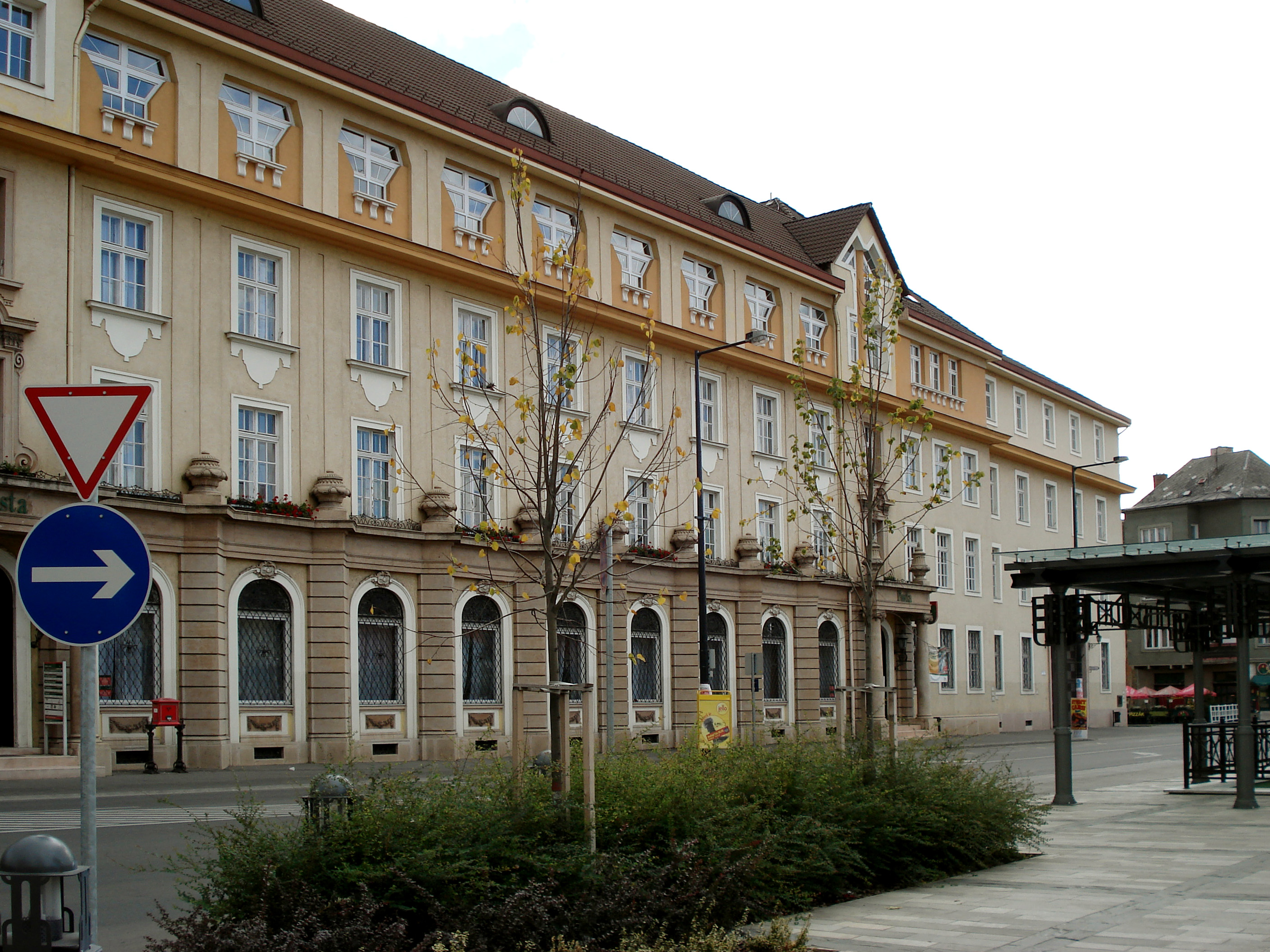
A Postapalota épülete 2007-ben

A miskolci Postapalota épületét (Kazinczy utca 16.) 1937-ben adták át rendeltetésének. Az ezt megelőző időszakban a miskolci posta számos, többnyire alkalmatlan helyeken működött, eleinte a mindenkori postamester lakóházában. Miután az 1878. évi árvíz megrongálta a postaépületet is, bérleményből bérleménybe költözött. Végül annyira megnövekedett a forgalom, hogy a megfelelő színvonalú szolgáltatás érdekében már nem lehetett tovább halasztani egy központi postaépület felépítését. Az épületet azóta többször bővítették, felújították, utoljára 1995–96-ban. Stílusa historizáló-neobarokk.
Az épületben működik a Postakürt Galéria, a város postatörténetét bemutató állandó kiállítás.

## A miskolci posta előtörténete
A miskolci postarendszer – a történelmi körülmények miatt – csak lassan, és az országos állapothoz képest erős késéssel alakult ki. A Rákóczi-szabadságharc idején már tevékenykedett Miskolcon egy főpostamester (Szepesi János), de állandó posta még nem volt a városban. A postarendszerbe való bekapcsolódást már 1768-ban elrendelték, de a miskolci postahivatal csak 1790. szeptember 1-jén jött létre.
Az első postaépület – az akkori szokásoknak megfelelően – a kinevezett postamester, osgyáni Bakos László lakása volt. Minthogy ez a lakás nem felelt meg a postai követelményeknek, először Szatmáry kapitány házába (ma a Széchenyi út 21. szám, a Képcsarnok van a helyén) költöztették, majd 1792-ben a pálosoktól béreltek épületrészt (ma Széchenyi út 40.) Itt is áldatlan állapotok voltak: egy mészárossal közös udvarban működött a posta. A második miskolci postamester 1793. november 1-jétől a korábbi szikszói postamester Szedliczky József lett, aki megfelelőbb helyet harcolt ki a posta és lakóhelye számára: a mai Battyhány és Kazinczy utca sarkán álló házat kapta meg.
A vasút Miskolcra érkezése 1859-ben és a kiegyezés után megélénkülő gazdaság növekvő feladatokat rótt a miskolci postára. Az 1878-as nagy miskolci árvíz megrongálta a főpostát is, ezért át kellett költöztetni a Takarékpénztár Színházzal szemben álló épületébe (ma Széchenyi út 26.). 1886-ban a távírda is a postához került, majd 1887-ben a postatakarék-szolgálatot is bevezették. A posta 1891-ben újabb bérleménybe, a Deák (ma Déryné) utca 11. szám alatti Radványi-házba költözött. 1900-ban a postához csatolták a távközlést. Az intézmény 1906-ban ismét költözött, ettől fogva a Kazinczy utca 14. szám alatti Munk-féle házban működött. 1925-ben a posta hatáskörébe került a rádiózás is. Az megfelelő szolgáltatás és munkakörülmények miatt már elkerülhetetlen volt egy nagy, központi postaépület megépítése.

## A Postapalota

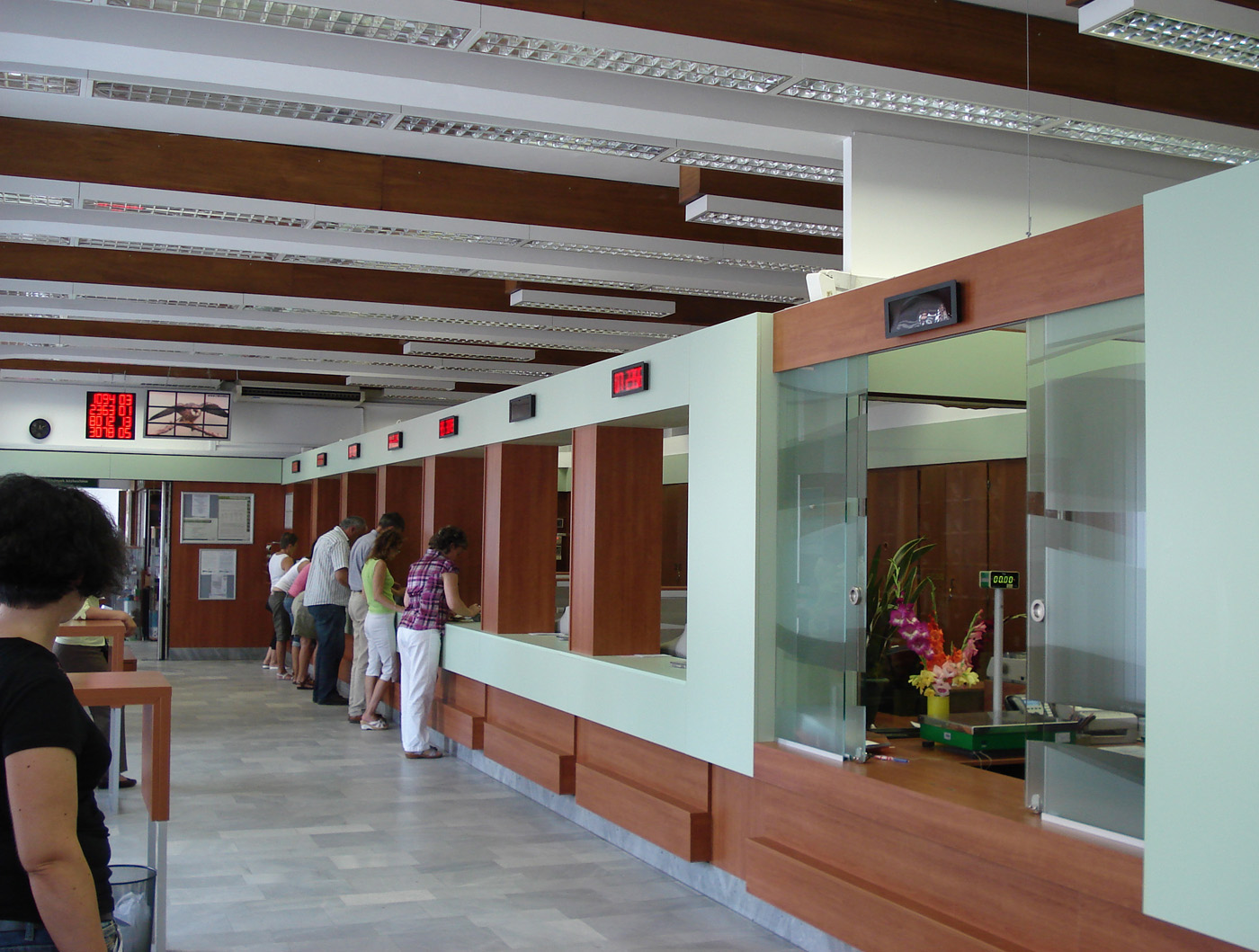
A Postapalota belső, felvételi tere 2010-ben

A Postapalota építésének gondolata csak jóval az első világháború után vált valósággá. A város – Halmay Béla polgármestersége idején – a Kazinczy–Debreczenyi–Horváth Lajos utcák által határolt területet jelölte ki az épület számára, a homlokzati terveket pedig Wälder Gyula (a Zenepalota tervezője) és (a többi részét) Szörényi-Reischl Gusztáv készítette, a kivitelező Árva Pál építési vállalkozó volt. Az épület homlokzata a mai Hősök terére néz (akkoriban még földszintes épületekkel beépített terület volt), bal oldalon a Horváth Lajos utcába benyúlt egy szárnya, jobb oldalon pedig az akkor még élő folyóvíz, a Pece-patak határolta, de a meder mindkét oldalán utcát hagytak.
A Felsőmagyarországi Reggeli Hírlap 1936 májusában – a tervek ismeretében – így írt: az épület teljesen szimmetrikus homlokzata „barokkstílű kiképzést nyer, hogy harmonikusan illeszkedjék bele a Minorita templom által megadott környezetbe, a mai rozoga épületek helyén létesítendő parkírozandó téren. A főpárkány alatt attikai fal épül, úgy, hogy az utcáról az épület vasbeton tetőzete nem lesz látható.” Az épületet ugyanis – a háborús tapasztalatok birtokában és talán egy elkövetkező háborúra gondolva – rendkívül biztonságosra tervezték. A tetőszerkezet nem fából készült és 25 centiméter vastag betontető fedte, a pincében gáz- és bombabiztos óvóhelyet építettek ki, de itt helyezték el a fűtési rendszert és más műszaki berendezéseket is. A postaépület, bár külső elektromos hálózathoz kapcsolódott, szükség esetére saját generátoregysége is volt. Az első emeleten a főnöki lakásokat helyezték el, de a szétosztók és a kézbesítők helyiségei is itt voltak. A második emeleten volt a telefonközpont, az öltözők és a zuhanyozók, a tetőn napozó volt. A földszinten helyezték el a nagy felvételi termet és – a hátsó részen – a postahivatal helyiségeit. A Postapalotát 1937. október 14-én adták át (más forrás szerint november 3-án).
A tervezéskor megfelelő nagyságúnak tűnő épület már két év múlva szűknek bizonyult, mert az első bécsi döntés értelmében Magyarországhoz visszacsatolt Felvidék egy részének postaügye is ide került. A második világháború vége felé, 1944 késő őszén, amikor a németek már visszavonulóban voltak, le akarták szerelni a Postapalota telefonközpontját, ami maradt volna, azt fel akarták robbantani. A miskolci postások azonban a rengeteg alkatrészt, készüléket ládákba csomagolva kimentették, az elhelyezett aknákat pedig hatástalanították – megmentve az épületet és berendezését a pusztulástól.
A Postapalotát fennállása óta három esetben is bővítették, a második világháború után felújították. 1954-ben toldalékszárnyat építettek a Horváth Lajos utcai szakaszon, a távközlés bővíthetősége érdekében. 1959-ben újabb toldaléképülettel bővítették az épületkomplexumot: a Kazinczy utcai frontot hosszabbították meg a Pece irányában, ahol gépkocsibehajtót és irodákat alakítottak ki. Az új, jellegtelen toldalék azonban teljesen elrontotta az épület addigi építészeti és esztétikai egységét (ezt a hibát az 1994-es emeletráépítés és felújítás során igyekeztek kiküszöbölni). 1986-ban a Postapalota mögötti területen új épületet emeltek a Regionális Távbeszélő Központ számára, amit a Régiposta utca felől lehet megközelíteni. Az utolsó bővítésre 1995–96-ban került sor: a Kazinczy és a Horváth Lajos utca felőli épületszárnyakra újabb, harmadik emeletet húztak, és a tetőtérbe is irodák kerültek. Ezzel a Postapalota területe 1100 négyzetméterrel növekedett meg. Külön szempont volt az épület egységének megőrzése, amit Pirity Attila tervei alapján valósított meg a kivitelező Németh és Társa Kft. Ezért az emeletráépítéssel egyidejűleg a meglévő homlokzatot is felújították.